# Marennes-Hiers-Brouage
Marennes-Hiers-Brouage é uma comuna francesa na região administrativa da Nova Aquitânia, no departamento de Charente-Maritime. Estende-se por uma área de 51.44 km². Em 2010 a comuna tinha 6 353 habitantes (densidade: 123,5 hab./km²).
Foi criada em 1 de janeiro de 2019, a partir da fusão das antigas comunas de Marennes (sede da comuna) e Hiers-Brouage.